# Nassiet
Nassiet ist eine französische Gemeinde mit 316 Einwohnern (Stand 1. Januar 2022) im Département Landes in der Region Nouvelle-Aquitaine. Sie gehört zum Arrondissement Dax und zum Kanton Coteau de Chalosse. 
Nachbargemeinden sind Brassempouy im Nordwesten, Cazalis im Norden, Momuy im Nordosten, Castaignos-Souslens im Osten, Marpaps im Süden, Bonnegarde im Südwesten und Amou im Westen.

## Bevölkerungsentwicklung
| Jahr      | 1962 | 1968 | 1975 | 1982 | 1990 | 1999 | 2008 | 2017 |
| --------- | ---- | ---- | ---- | ---- | ---- | ---- | ---- | ---- |
| Einwohner | 382  | 334  | 313  | 285  | 262  | 279  | 308  | 344  |

## Sehenswürdigkeiten

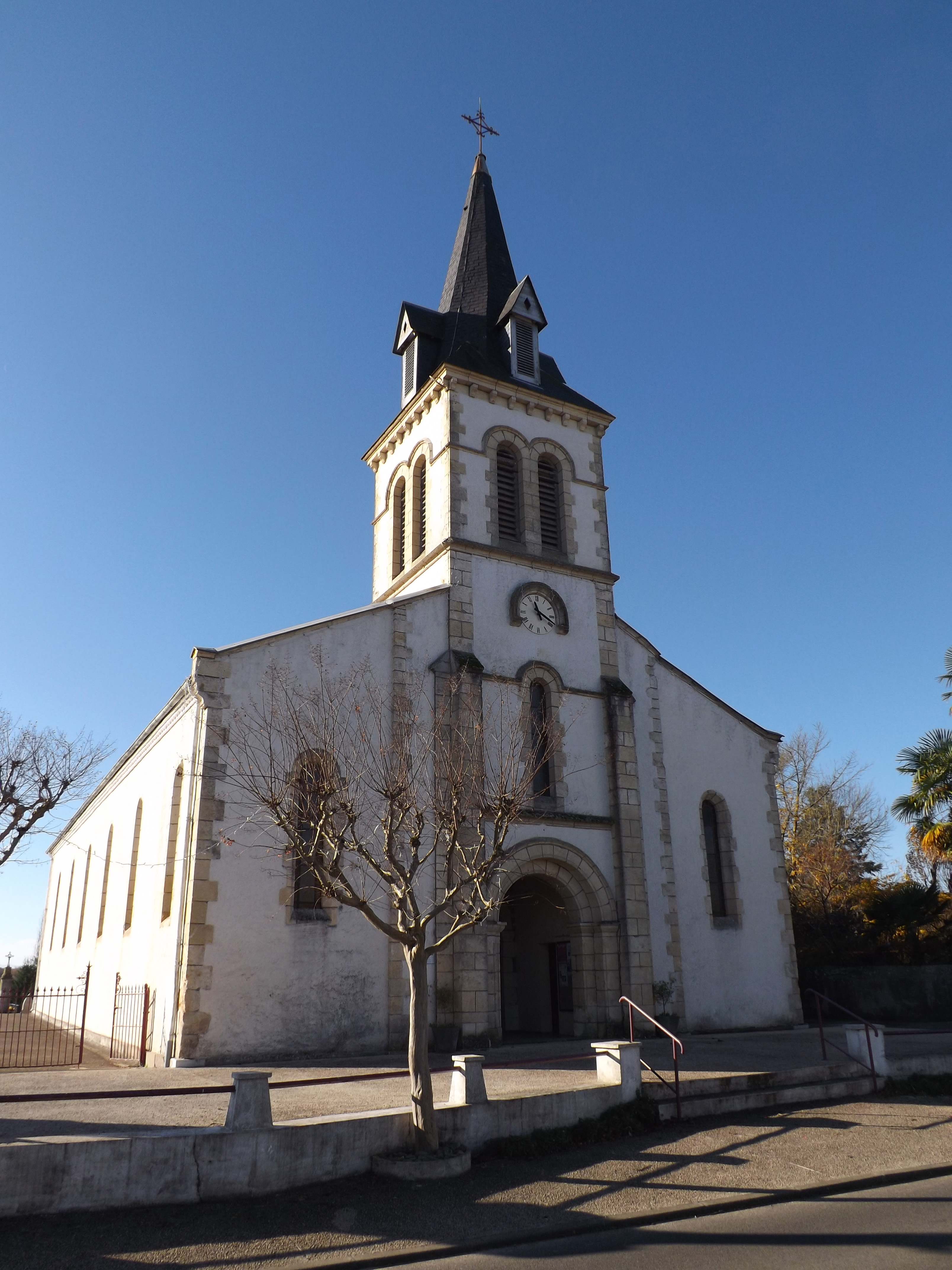
Kirche Sainte-Agathe

- Kirche Sainte-Agathe